# فالدينيبرو
فالدينيبرو هي بلدية تقع في مقاطعة سوريا، في منطقة قشتالة وليون، في إسبانيا. يبلغ عدد سكانها 114 نسمة وذلك حسب (المعهد الوطني للإحصاء) سنة 2017، وتبلغ مساحتها 51,41 كم².